# Mesothelyphonus parvus
Mesothelyphonus
Genre
Espèce
Mesothelyphonus parvus, unique représentant du genre Mesothelyphonus, est une espèce fossile d'uropyges de la famille des Thelyphonidae.

## Distribution
Cette espèce a été découverte dans de l'ambre de Birmanie. Elle date du Crétacé.

## Description
Le mâle holotype mesure 10,25 mm.

## Systématique et taxinomie
Cette espèce a été décrite par Cai et Huang en 2017.
Ce genre a été décrit par Cai et Huang en 2017 dans les Thelyphonidae.

## Publication originale
- Cai & Huang, 2017 : « A new genus of whip-scorpions in Upper Cretaceous Burmese amber: Earliest fossil record of the extant subfamily Thelyphoninae (Arachnida: Thelyphonida: Thelyphonidae). » Cretaceous Research, vol. 69, p. 100-105.